# Българска тайна революционна организация „Братство“ от 1825
Българска тайна революционна организация „Братство“ е първата българска тайна революционна организация, тя се създава в 1825 година в гр. Сливен от Иван Селимински привлякъл видни свои съграждани в нея.
Селимински, запознал се през пътуванията си с организациите за националноосвободителни действия на италианци като Карбонарите  в тяхното Рисорджименто, на унгарците, на славянските народи в Австрия (чехи, словаци, хървати, словенци, сърби и др.), с дейността на „Сръпската матица“, сам член на гръцката „Филики етерия“ чрез структурата на организацията „Братство“ започва да привежда в изпълнение стратегическия замисъл за общи и съгласувани действия на българския народ срещу османската власт в случай на нов военен конфликт между Русия и Портата.

## Учредители, програма и структура на българска тайна революционна организация „Братство“
Членове-учредители на „Братството“ са: Иван Селимински, Добри Желязков фабрикаджията, хаджи Нойко хаджи Божилов, Коста Топракчиев, хаджи Христодул Топракчиев, Цено Коньов, хаджи Люцкан, Пасхал хаджи Кутьов, Бяно Абаджи, Мавроди Коджакара и Иванчо Куртев.  След Сливен организацията прави своя структура и в Шумен, създадена от Селимински в октомври 1827 г., нейни членове резидират и развиват дейност в Букурещ, във Виена, в Цариград, в Русия и естествено в България.
Програма на тайната организация „Братство“:
 „Братството“ написва и приема своя официална, затова и безобидна на пръв поглед, програма в която се определя, че всеки член на Братството е длъжен:
1. Да бди за личната безопасност на членовете на „Братството“ в какъвто и да е случай.
2. Да обезпечава и покровителства в случай на смърт на някой от членовете неговото семейство до навършване на пълнолетие от децата му или до създаването на добро положение на непълнолетните.
3. Да съдейства за увеличаването на имота и повдигането на авторитета на всеки един с помощта на другите членове на „Братството“.
4. Да се създаде една обща каса от помощи на братствените членове, чиито капитал да се увеличава постепенно; тя да се управлява от членовете на „Братството“, като се сменят всяка година по решение на „Браството“.
5. Даже привличането на какъвто и да е друг гражданин да не се прави без общо решение.
6. Който брат издаде тайните като Юда, да бъде зачертан от списъка и кодекса на „Братството“ завинаги и вече да не го поздравлява. 

## Дейност
В първия период от дейността му „Братството“ не излиза извън нейните рамки. Това дава възможност за развитието на организацията като централизирана структура с възможности за мащабна дейност в социално-икономическо направление. 
Във втория период се минава съвсем скоро като Ив. Селимински открива пред членовете на „Братството“ истинските подбуди за създаването на тази особена и тайна организация. Полагайки клетва за вярност, членовете фактически образуват и първото българско революционно съзаклятие. С това започва и вторият период в дейността на организацията, която междувременно е успяла да овладее ръководните постове в еснафските организации (лонджи), изтласквайки по този начин обществено активните дотогава чорбаджии-гръкомани и нелоялните към българския народ заможни граждани-проповедници на фанариотското влияние в културно-духовния и обществен живот на българите в град Сливен. За целите на организацията Иван Селимински отваря в града и училище с преподаване на естествени и хуманитарни науки. Главната му цел при учебните занятия е да даде на младежта „известно нравствено образование според преобладаващите в света тогава свободолюбиви идеи“. Това е крайно наложително предвид състоянието на народа за което руския дипломат Фонтон, който заедно с щаба на генерал Дибич прекосил българската етническа територия пише:
„Не може да се разбере как такова състояние е могло да трае така дълго, особено ако се обърне внимание на това, че турското народонаселение е малобройно и, така да се каже, е разпръснато между християнското. Това се обяснява само с туй, че българските племена, разделени едно от друго с естествени граници и разклонения на Балкана, нямат още чувство за обща народност, нито силата, която дава единството. Българите от Добруджа, Румелия, Софийския и Видинския пашалъци сякаш съставят отделни области, които нямат помежду си преки сношения. Дори във всяка отделна част не се е още родило съзнанието, че независимостта може да бъде добита с общи усилия. ... Чувството за общо въстание, чрез което да се освободи от омразното иго, като даде временни жертви, още се покои в неговото (на българина) простодушие. Но ще дойде време и за това. От преселилите се в България от по-рано българи мнозина са получили солидно образование в Одеския лицей и в Московския университет. Други от Казанлък са били дори и в Европа и са се заселили в недрата на балканските клисури с чувство за народност и независимост. От тях ще зависи разпространението на тези мисли сред народните слоеве и следователно, техният успех.“.
В навечерието на Руско-турската война (1828 – 1829) организацията на „Братството“ започва въоръжаването на хора за създаването на въоръжени отряди, складове за оръжие и храни из Балкана. Организира се разузнаването на решенията на турското правителство. Активизират се и българските политически лидери в Дунавските княжества. Дейността и структурите му в Сливен, Шумен и други населени места се поставят в услуга на руското военно командване.
Председателя Селимински и членове на организацията са сред най-активните в Букурещ, станал пак център на политическата емиграция. Взаимодействат с Димитър Попски и Александър Павлович Некович – племенник на арестувания през 1828 г. в Цариград сподвижник на Софроний Врачански и негов пратеник при руския цар Атанас Некович. Александър Павлович Некович е определен български княз от планиращите антиосманското въстание през 1821 г. на българи, власи и гърци при успех на въстанието , а в 1828 г. за пълномощен представител „депутат“ на българите от българската емиграция и дошли от поробените предели. В качеството си на такъв той оглавява депутация явила се във военния лагер в Шумен, където бил отседнал Императара, който не пожелат да ги приеме, и затова връчила на 30 юли 1828 г. на главнокомандващия руските войски в България молба до Царя да се дадат на българския народ същите права и покровителство, с които се ползват Сърбия, Влашко, Молдова и Гърция, но царското правителство дори не я разглежда. Въпреки това политически активните кръгове от емиграцията и във вътрешността на страната поставят ударението върху помощта на настъпвашите на юг руски войски, надявайки се този съществен принос на българите за победата във войната да бъде зачетен. 
Когато русите и съпровождащите ги българи щурмуват на 30 юли 1829 г. средоточения в Сливен 20 000 османски корпус, турците най-неочаквано са ударени съкрушително от български отряд въстаници, въоръжени с укрито оръжие и боеприпаси от несъстоялото се Сливенско въстание през 1821 и от тукашния комитет на освободителното тайно „Братство“ на Иван Селимински, противника бързо е разгромен от общия напор на руси и българи.
 След подписването на Одринския мирен договор на 2 септември 1829 г. Селимински, макар привърженик на въстанието като метод за освобождение, се противопоставя на подготовката на въстание от кап. Георги Мамарчев, неговата част и дейци от Сливен, Котел и околните им села и пише доклад срещу тях до руското командване защото преценява, че липсата на подготовка, средства, оръжие и боеприпаси и храна е предпоставка за разгром на въстаническите сили и при липсата на споразумение с други градове на България за общо действие, както и на закрила от Велика сила или съседска страна локалният характер на въстанието ще доведе едниствено до кланета и разоряване на въстаналите селища.

## Действия за създаване на Автономно българско княжество в Добруджа в 1830
Въпросът за автономията на България намира израз в Проекта за създаване на автономно българско княжество в Добруджа в началото на 30-те години на ХІХ век, чиято цел е да послужи като база и импулс за по-нататъшните усилия на българския народ за разширяване на неговите права и самоуправление. Иван Селимински пише: „По това време (1830 г.) мнозина от нашите сънародници въодушевени от един и същи дух, гледаха да използват тогавашното състояние на Турция за общото благо на народа. Едни мислеха едно, други – друго, а сънародниците ни и ревнители за славата на нашия народ господата Васил Ненович, Михаил Кифалов, Васил Елихер, хаджи Христо хаджи Жеков, Йордан Дебелеев, Радо Сарафов, Симеон Априлович, Васил хаджи Михаил, Анастас Стоянович Кипиловски и др. се обединяват около идеята за образуване на „Българско княжество в Добруджа“. 
Тази идея е в резултат от промените на Балканския полуостров след Одринския мирен договор. Политическата инициатива е демонстрация на собствените възможности на българските водачи за самостоятелно разрешаване на националния въпрос посредством поставянето на българските искания пред Високата порта. Проектът е представен на Дивана (държавния съвет) на Влашко и той не възразява. С него е ангажиран и княз Стефан Богориди, който представя идеята пред турските власти, от които сам е част. Подозренията на Цариград, че тази българска инициатива е инспирирана от руския двор, както и недостатъчната настойчивост и идейно-политическа мотивация на Богориди, усложняват ситуацията около подготвяното от българската емиграция в Букурещ пратеничество за Цариград и в крайна сметка не довеждат делото до успех. 

## Резултати
Инициативите на членовете на „Братството“ след военния успех при Сливен и политическитата активност пред русите не успяват да извоюват пряк политически резултат, тъй като дейността ѝ в периода около войната – 1825 – 1831 не е насочена към подготовка за общонародна широкомащабна революционно-освободителна борба на българския народ, а има по-скоро актуалната тогава в Европа форма на съзаклятие и преклонение пред благоволението на чужди.
Действията на политически активните кръгове от емиграцията и във вътрешността на страната постепенно поставят ударението върху развитието на революционно-освободително движение вътре в България, но активността е непосредствено ограничена и във връзка с тогавашната руска политика и военна кампания на Изток. Станалите политически действия обаче са основополагане на политическа борба, тъй като до тая война нито българските обществени дейци са подготвили всестранно въпроса за освобождението на България пред руското и западноевропейското обществено мнение, нито ръководните руски военни и политически кръгове са разбирали добре ситуацията, в която се намират поробените българи, а и те самите едва сега започват да формулират достатъчно ясно своите искания и програма. Израз на това е „Молбата на християните от с. Факия“, връчена в декември 1829 г. на Феликс Петрович Фонтон, дипломат към действащата армия, от стопанина на къщата, в която е настанен. Тя съдържала шестнадесет точки, разкриващи най-важните искания на българите от този край: „Да будем сами волни. Да мы сами себя да судимо. Да мы черкви правим, когда и где захотим. Субаши да няма нигде. Да мы оружие носимо...“
Кипежът, предизвикан от българите след събитията в първата половина на 19 век, в който Българска тайна революционна организация „Братство“ заема своето място, закономерно довежда до подема в националното съзнание и в освободителното движение, довел до разгръщането на просвещението, създаването на Българската Екзархия и революционната борба, поставила спрямо това от началото на века Русия и Европа в качествено ново положение за българското освобождение и в крайна сметка постигнала го с Освободителната руско-турска война 1877 – 1878 и Сан Стефански мирен договор.